# مهدی رجبیان
مهدی رجبیان (زادهٔ آبان ۱۳۶۸ - ساری) آهنگساز، تنظیم کننده، تهیه کننده، نوازندهٔ سه‌تار ایرانی و از اعضای آکادمی گرمی است که به عنوان زندانی سیاسی چندین سال را در زندان اوین سپری کرده است. رجبیان اولین آهنگسازی است که جایزه اقلیت سازمان ملل را دریافت کرده است. همچنین وی در سال ۲۰۲۴ به عنوان اولین آهنگساز ایرانی رسماً با کمپانی مرسدس بنز برای خلق چند موسیقی از نظرگاه ملل همکاری‌اش را آغاز نمود.
رجبیان علیرغم ممنوعیت تحصیلی در ایران توانست مدرک تحصیلات تکمیلی خود را بصورت آنلاین از دانشگاه هنر زوریخ دریافت کند‌.
او توسط بنیاد روزنامه‌نگاری تحقیقاتی در سال ۲۰۱۷ جزو ۱۰ هنرمند طغیانگر جهان معرفی شد.

## زندگی
وی سلسله مراتب موسیقی ایرانی را در طی چند سال نزد استادان موسیقی سنتی آموخت و در ضبط و نوازندگی چند آلبوم از جمله آلبوم پژوهشی تاریخ ایران به روایت سه‌تار به عنوان نوازنده و آهنگساز و تهیه‌کننده شرکت داشت. او همچنین در زمینهٔ صدابرداری نیز فعالیت داشته و به عنوان ناظر ضبط موسیقی در صدابرداری چندین آلبوم موسیقی ایفای نقش کرده‌است. رجبیان که دانشجوی رشتهٔ مرتبط با فعالیت حرفه‌ای خود یعنی موسیقی نیز بود پس از دستگیری در سال ۱۳۹۲ از ادامه تحصیل در این رشته بازماند.

## فعالیتها و دستگیری
مهدی رجبیان به عنوان مدیر کمپانی «برگ موزیک» در گسترش و تهیه موسیقی مشارکت و نظارت کیفی داشت. او در تاریخ ۱۳ مهر ۱۳۹۲ به همراه برادرش که همکار او در ادارهٔ این کمپانی و فیلمساز مستقل می‌باشد در دفتر کارشان دستگیر و به بند دو الف زندان اوین منتقل و هر کدام متحمل بیش از دو ماه زندان انفرادی شدند که این دستگیری مسبب توقف در پروژه شخصی وی شد. مهدی رجبیان در هنگام دستگیری در حال ضبط آلبوم پژوهشی تاریخ ایران به روایت سه‌تار بود که با توقیف استودیو شخصی وی تمامی هاردهای محتوی صداهای ضبط شده توقیف و این پروژه به حالت مسکوت درآمد.

## واکنش به دستگیری
پروندهٔ دستگیری مهدی رجبیان واکنشهایی را در پی داشت که می‌توان به سخنرانی سعید بومدوها رئیس بخش خاورمیانه و شمال آفریقای سازمان عفو بین‌الملل در اینباره اشاره نمود که پس از اعتراض ایشان، سازمان عفو بین‌الملل به همراه تمامی شعب خود در سرتاسر جهان با راه اندازی کمپینی خواستار آزادی این هنرمند شدند که پس از آن بیش از بیست هزار هنرمند از سرتاسر جهان به این کارزار پیوستند. البته پیش از آن هم نهاد بین‌المللی «فری میوز» که نهادی در زمینهٔ پیگیری وضعیت هنرمندان حوزهٔ موسیقی در سراسر جهان است با راه اندازی کمپینی از تمام هنرمندان جهان خواست تا با همراهی مهدی رجبیان به حکم زندان این هنرمند اعتراض کنند. در این کارزار انجمن جهانی قلم، شورای هنرمندان اروپا، شورای ترانه سرایان و آهنگسازان اروپا و بیست نهاد دیگر با بنیاد فری میوز همراه شده بودند. البته پیش از این هم گزارش سالانه احمد شهید، نمایندهٔ سازمان ملل در امور حقوق بشر ایران و نامهٔ بیش از چهارصد تن از اهالی موسیقی و رسانه به علی جنتی، وزیر ارشاد هم صورت گرفته بود.با ورود رجبیان به اعتصاب غذا، کمپین کارتونیست‌های جهان با کشیدن کاریکاتورهای اعتراضی، حمایت خود را در سراسر جهان به مهدی رجبیان اعلام کردند، تعدادی از طراحان و کارتونیست‌ها از کشورهای مختلف دنیا، آثاری را با موضوع زندانی شدن مهدی رجبیان آهنگساز منتشر کرده‌اند. کارتونیست‌های از کشورهای مختلف دنیا، از جمله ایتالیا، مکزیک، نروژ، فرانسه، اسپانیا، روسیه، یمن، بریتانیا، اسراییل، فلسطین و … به این کمپین پیوستند. که برخی از این طرح‌ها به دست کاریکاتوریست‌ها و هنرمندان نامی و مطرح دنیا کشیده شده‌اند. یکی از این کاریکاتورها که با استقبال گسترده مخاطبان اینترنتی مواجه شده، کاری از «ویکتور بوگوراد» ۷۰ ساله از روسیه است که می‌توان او را از پیشکسوت‌های هنر کاریکاتور دانست. مجدد کمپین حمایتی جهانی دیگر برای مهدی رجبیان با نام «هنر، جرم نیست» توجه بسیاری از نهادها و سازمان‌های حقوق بشری را به خود جلب کرد. سازمان فری میوز به همراه انجمن هنرمندان اروپا، انجمن جهانی قلم و شورای آهنگسازان اروپاه در نامه‌ای به حسن روحانی رئیس‌جمهوری ایران خواستار آزادی مهدی رجبیان شدند. روزنامه فرانسوی فیگارو از پیوستن جانی دپ بازیگر هالیوود، پیتر گابریل، آهنگساز بریتانیایی و ای وی وی به کمپین «جای هنر زندان نیست» برای مبارزه با سانسور و حمایت مهدی رجبیان خبر داد. از سوی دیگر، جعفر پناهی، فیلمساز نیز روز دوشنبه ۱۵ خرداد ۱۳۹۶ در صفحه اینستاگرام خود، با اشاره به تماس تلفنی با خانواده رجبیان، از بحرانی بودن سلامت مهدی رجبیان در اعتصاب غذا خبر داد.

## حکم قضایی
پروندهٔ مهدی رجبیان در تابستان ۱۳۹۴ در شعبهٔ ۲۸ دادگاه انقلاب به ریاست قاضی مقیسه تحت بررسی قرار گرفت و سرانجام به اتهام فعالیت غیرمجاز هنری و توهین به مقدسات و تبلیغ علیه نظام حکم شش سال زندان و جریمه نقدی را برایش در پی داشت. این حکم در دادگاه تجدید نظر در شعبه ۵۴ دادگاه انقلاب به سه سال زندان تعزیری و سه سال حبس تعلیقی تغییر یافت.

## اعتراض مهدی رجبیان
در روز جهانی آزادی موسیقی فیری میوز (نهاد بین‌المللی حامی آزادی بیان در حوزه موسیقی) و همچنین وبسایت روز جهانی آزادی موسیقی، از حرکت اعتراضی مهدی رجبیان حمایت کردند. او در اعتراض، روی صفحه اینستاگرامش اعلام کرد که تنها دارایی اش را که ساز سه تارش است به فروش می‌گذارد تا بتواند جریمه نقدی را که بخشی از حکم صادر شده برای اوست بپردازد. فیری میوز و وبسایت روز جهانی آزادی موسیقی صفحاتی را به حمایت از حرکت اعتراضی این هنرمند ایرانی اختصاص دادند. بنیاد فری میوز از فروش ساز مهدی رجبیان حمایت کرد.

## احضار به زندان و اعتصاب غذا
مهدی رجبیان صبح روز یکشنبه مورخ ۱۶ خرداد ماه ۱۳۹۵ با وجود اعتراضات سراسری و گستردهٔ فعالان و سازمان‌های فرهنگی، مدنی و حقوق بشری به احکام صادره، برای سپری کردن دورهٔ محکومیت خود راهی زندان اوین شد. وی برای سپری کردن محکومیتش به بند ۷ زندان اوین منتقل شد و پس از یازده ماه طی نمودن دوران حبسش در اعتراض به وضعیت پرونده و عدم دسترسی به پزشک معالج متخصص در زندان اوین و انتقال تنبیه وارش به بند ۸ زندان اوین اقدام به اعتصاب غذا نمود. در دوره اول ۱۴ روز اعتصاب غذا داشت که با وخامت حال جسمی به علت عدم دسترسی به دارو و میانجیگری فرستادهٔ مخصوص دادستانی تهران جعفری دولت‌آبادی نافرجام ماند. پس از چندی در زمان اعتصاب غذای دومش با انتشار نامه ای سرگشاده خطاب به مقامات قضایی ایران و همراهی هنرمندان جهان توانست با ۳۱ روز اعتصاب غذا مقامات قضایی ایران را قانع کند که با بررسی مجدد پرونده و مرخصی درمانی جهت مداوای بیماریش که ناشی از اعتصاب غذا بود موافقت کنند.

## بازداشت مجدد
مهدی رجبیان به دلیل آلبوم اهل خاورمیانه مجدد بازداشت شد. خبرگزاری فاکس نیوز بعد از چند ساعت اعلام کرد مهدی رجبیان با قید وثیقه موقتاً تا روز دادگاه آزاد شده‌است. خبرگزاری رویترز دلیل بازداشت او را رقص زن در پروژه اهل خاورمیانه و آواز زن در آلبوم جدید او که آماده انتشار بود ذکر و اعلام کرد مهدی رجبیان تا روز دادگاه در بازداشت خانگی است. سازمان آزادی موسیقی به قاضی پرونده مهدی رجبیان هشدار داده‌است، اگر پرونده جدید باعث زندان مجدد رجبیان شود از اتحادیه اروپا برای اولین بار خواستار تحریم وزیر فرهنگ هنر ایران می‌شود.

## جوایز و بزرگداشت
- جایزه تیلی برای ساخت موسیقی تیزرهای مرسدس بنز ۲۰۲۵.[۴۹]
- جایزه بنیاد روزنامه‌نگاری تحقیقاتی جهان برای طغیانگری در هنر _ ۲۰۱۷[۵۰][۵۱][۵۲][۵۳]
- سازمان ملل در سی و هفتمین نشست سالانه خود نام قمرالملوک وزیری و مهدی رجبیان را به عنوان دو هنرمند که در دو نسل تحت فشار بوده‌اند در پرونده سالانه خود ثبت نمود.[۵۴][۵۵]
- در ماه اوت سال ۲۰۱۹ آلبوم اهل خاورمیانه از نگاه مجلهٔ سانگ‌لاینز جزو ۱۰ آلبوم برتر سال ۲۰۱۹ قرار گرفت. [۵۶][۵۷]
- جایزه بنیاد هنرمندان مبارز جهان ۲۰۲۲[۵۸]
- جایزه اقلیت سازمان ملل ۲۰۲۳[۴]
- روزنامه نیهون کیزای رجبیان را یکی از مطرح ترین آهنگساز خاورمیانه در یک دهه معرفی کرد.[۵۹]